# Jan Kuenen

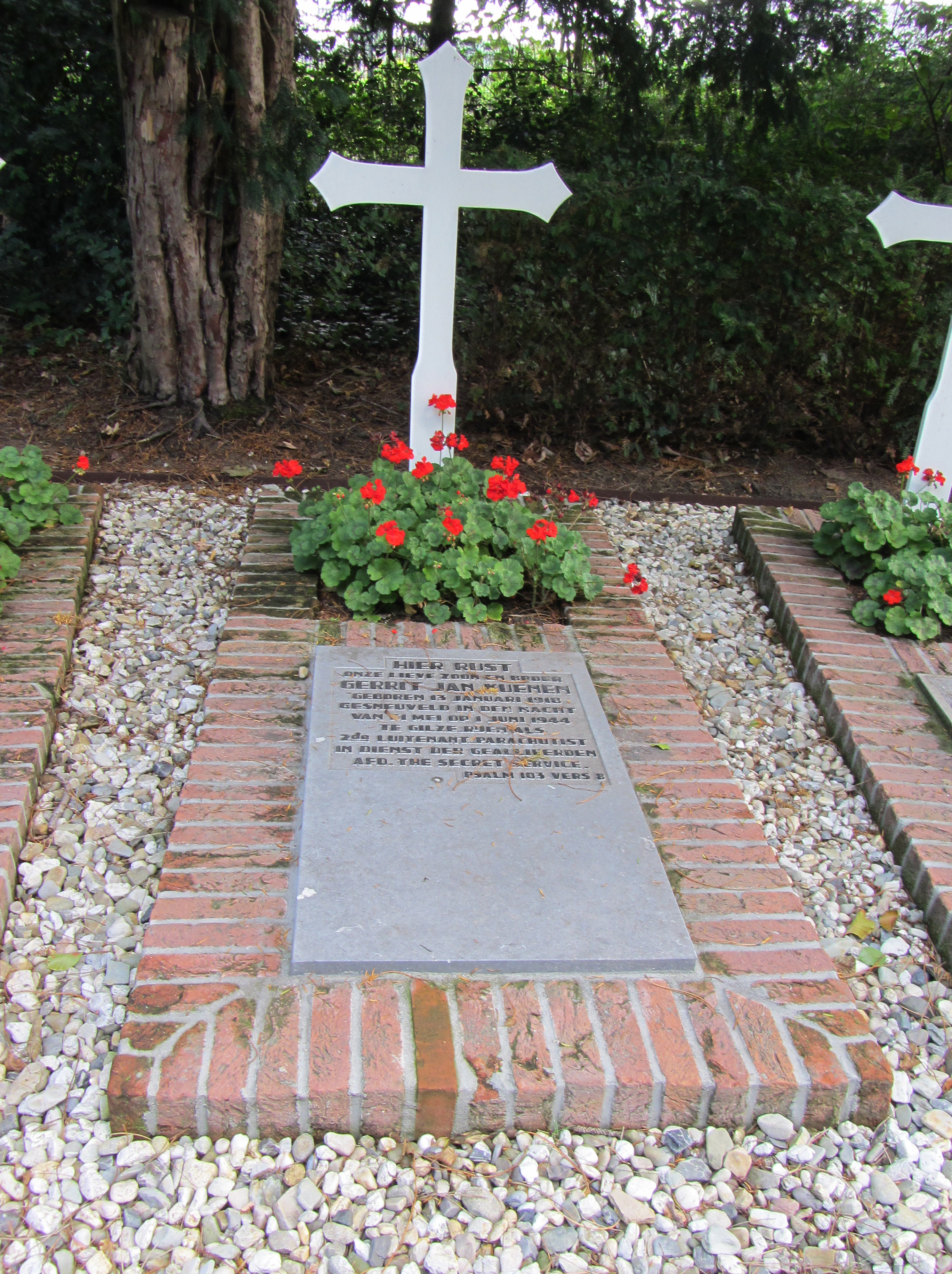
Graf van Jan Kuenen op begraafplaats Duinrust

Gerrit Jan Kuenen (Aalten, 13 januari 1918 - Gilze en Rijen, 31 mei/1 juni 1944) was een Nederlandse Engelandvaarder.

## Carrière
Jan Kuenen was de oudste zoon van Gerrit Jan Engelbertus Hendrikus Kuenen uit Winterswijk en Gerritje Johanna Theodora Roelofswaard uit Aalten. In Haarlem ging hij naar de Middelbare Technische School. Jan had een baan bij de Machinefabriek in Beverwijk toen hij op 2 februari 1938 werd opgeroepen om zijn militaire dienstplicht te vervullen. Hij werd korporaal-geweermaker. Tijdens de dienst werd zijn meniscus beschadigd, waarna hij werd afgekeurd. Hij vond een baan als werktuigbouwkundige bij de Hoogovens in IJmuiden.
Tijdens de meidagen van 1940 zat hij thuis. Samen met zijn collega Kees van der Poel uit Beverwijk bedacht hij allerlei manieren om de Duitsers dwars te zitten. In november 1940 wilden ze naar Engeland gaan met een Messerschmitt die ze zouden stelen op het vliegveld bij Bergen, P. Servaas was piloot en zou ook meegaan. Het plan ging niet door.
Nadat het een dag was uitgesteld wegens de sterke tegenwind, probeerde hij op 20 april 1941 vanuit Wijk aan Zee met een zeesloep naar Engeland te varen met Piet Coenen, Jan Schelvis, Slings, Veltman, een onbekende, een onbekend echtpaar, 2 onbekende Amsterdammers en een onbekende uit IJmuiden. Piet Coenen kwam uit Velsen-Noord en zat bij een verzetsgroep in de IJmond, voor hem was dit zijn tweede poging. Eenmaal op zee bleek het toch onmogelijk te zijn om verder te gaan. Door het ruwe weer werd Kuenen overboord geslagen en weer gered, maar er werd besloten terug te keren. Coenen dook onder in Amsterdam, Kuenen werd op 16 mei gearresteerd, ondervraagd en toch weer vrijgelaten. Een dag later werd dit herhaald. Hij besloot over land naar Engeland te gaan, en via Spanje, Curaçao en Canada slaagde hij erin op 17 december 1942 zijn doel te bereiken. In Perpignan kwam hij Kees van der Poel weer tegen, waarna ze samen de Pyreneeën overstaken. In Zaragoza werden ze gearresteerd en vandaar naar kamp Miranda de Ebro gebracht. Na een maand bracht het Amerikaanse Rode Kruis hen naar Madrid. Voor zijn Engelandvaart ontving Kuenen bij koninklijk besluit nr.11 van 29 april 1943 het Kruis van Verdienste.
Kuenen werd in Engeland tot geheim agent opgeleid en gepromoveerd tot 2e luitenant. Op 31 mei 1944 werd hij met Cees Dekkers uitgezonden naar Nederland. De Hudson (V9155) van het 161 Special Duties Squadron vloog te dicht bij het nachtjagers-vliegveld Gilze-Rijen en werd die nacht door flak aangeschoten bij Gilze-Rijen en stortte vlak bij de watertoren van Gilze neer. Niemand overleefde de crash en ze werden ter plekke begraven. Op 22 september 1945 werd Jan Kuenen met militaire eer op begraafplaats Duinrust herbegraven.
In 1959 werd in Beverwijk een straat naar hem vernoemd.